# بيت ووكر (كاتب)
بيت ووكر (بالإنجليزية: Pete Walker)‏ هو منتج أفلام وكاتب سيناريو ومخرج بريطاني، ولد في 4 يوليو 1939 في برايتون في المملكة المتحدة.

## وصلات خارجية
- بيت ووكر على موقع IMDb (الإنجليزية)
- بيت ووكر على موقع ألو سيني (الفرنسية)
- بيت ووكر على موقع أول موفي (الإنجليزية)
- بيت ووكر على موقع قاعدة بيانات الأفلام السويدية (السويدية)
- بيت ووكر على موقع قاعدة بيانات الفيلم (الإنجليزية)
- بيت ووكر على موقع كينوبويسك (الروسية)